# Уари (культура)

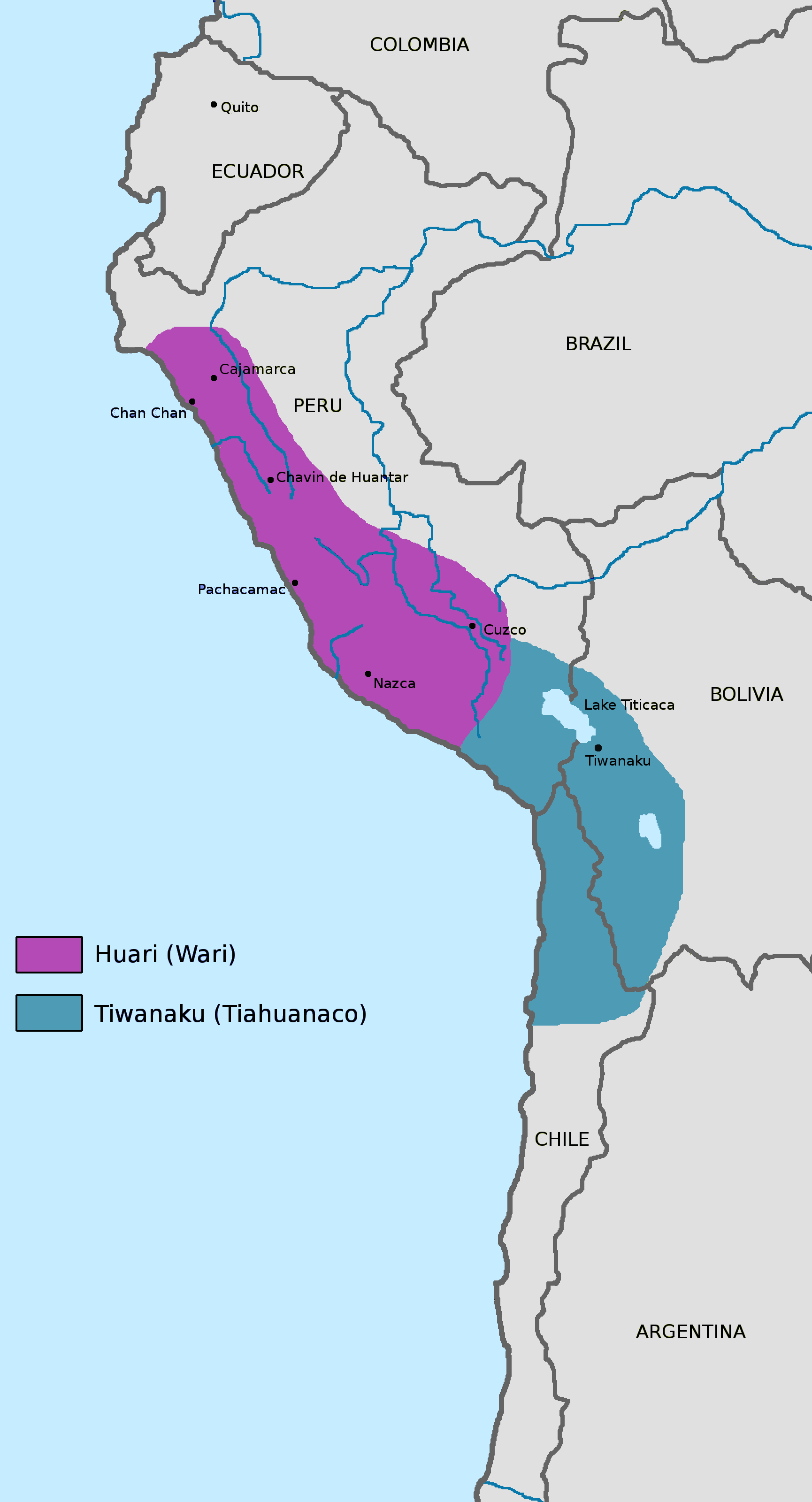
Территория держав Уари и Пукина

Уари (иногда называют Вари, исп. Huari, (от кечуа wari «руины»)) — индейская культура доинкского периода («средний горизонт»), существовавшая в Центральных Андах на южном и центральном побережье современного Перу примерно в 500 г. н. э. — 1000 г. н. э.
Лучше всего сохранившиеся памятники культуры Уари находятся около городов Кинуа, Чиклайо, Пикильякта (последний находится невдалеке от Куско «по дороге» к озеру Титикака). Интересным памятником Уари являются петроглифы Торо-Муэрто.
В декабре 2008 г. был обнаружен хорошо сохранившийся город Серро-Патапо в северной части Перу (до этого времени считалось, что царство Уари занимало лишь южную прибрежную часть). В городе обнаружены следы человеческих жертвоприношений.
Культуру Уари, название которой в некоторых изданиях передают как Вари, не следует путать с народом вари, который не имеет к ней никакого отношения, а сходство названий является случайным.

## Держава и культура Уари
Столица державы Уари, также Уари, находилась в нескольких десятках километров от современного города Аякучо в Перу. С ранних времён царство Уари включало в себя важный культовый центр Пачакамак, хотя тот и сохранял определённую автономию. Позднее Уари поглотила большинство земель Моче, продвинувшись далеко на север побережья и основав там Эль-Кастильо-де-Уармей, а позднее — Чимор (культуры Чиму) и ряда небольших культур (Рекуай и др.).
Во главе державы Уари стоял царь (пунчау).
Держава Уари сосуществовала со своим южным соседом — державой Пукина. По времени правителям Уари соответствуют цари 2-й династии Пукина (правили в 367—869 гг. в Тиуанако). Однако подробности политических взаимоотношений держав и их династий неизвестны.
Культура Уари играла важную роль для своего времени. С культурой Тиуанако Уари объединяло некоторое сходство в культурном стиле. Историки до сих пор спорят об отношениях между этими двумя культурами, и по мнению ряда из них, сходство стилей можно проследить вплоть до более раннего Пукарского стиля (Isbell 1991).
Государство Уари основало обладавшие собственными архитектурными отличиями административные центры во многих своих провинциях. Эти центры существенно отличаются от архитектуры Тиуанако (Conklin 1991). Несмотря на то, что об административной системе Уари известно мало, а письменных памятников культура Уари не оставила, следует предположить наличие сложной общественной иерархии и социального расслоения, с одной стороны, и однородной административной структуры во всём государстве, с другой.
Хорошо развитое при Уари террасное земледелие и сеть дорог сыграли в дальнейшем важную роль и в государстве Инков, унаследовавшем территорию Уари.
Хотя на территории, где существовало государство Уари, уже длительное время господствующим языком являлся кечуа, сравнительно-исторические исследования показывают, что языком Уари был, скорее всего, диалект языка аймара.
На территории городища Уари найдены древнейшие из известных нам образцов узелкового письма кипу, датированные VII веком.
Культура Уари начала приходить в упадок около 800 г. В конце IX века держава Уари распалась на мелкие владения, а многие её города были покинуты жителями.
Правопреемником Уари стало царство Уанка.

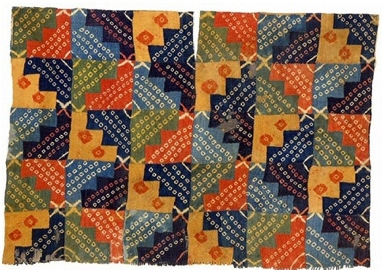
Одежда уари, Перу, 750—950 гг. Эта туника была изготовлена из 120 отдельных кусков ткани, каждый из которых был окрашен индивидуально. На керамике того же периода в подобных одеждах изображены мужчины с высоким социальным статусом. Коллекция Текстильного музея
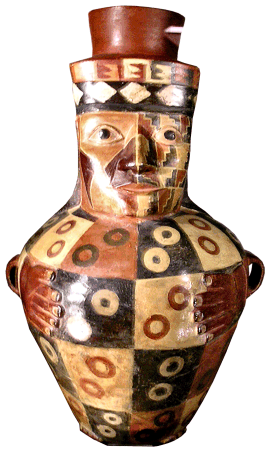
Керамика уари
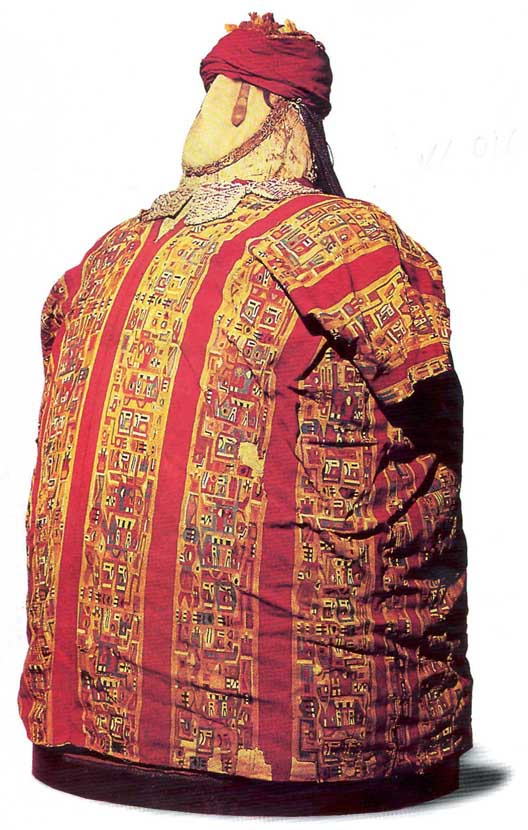
Погребальное одеяние уари
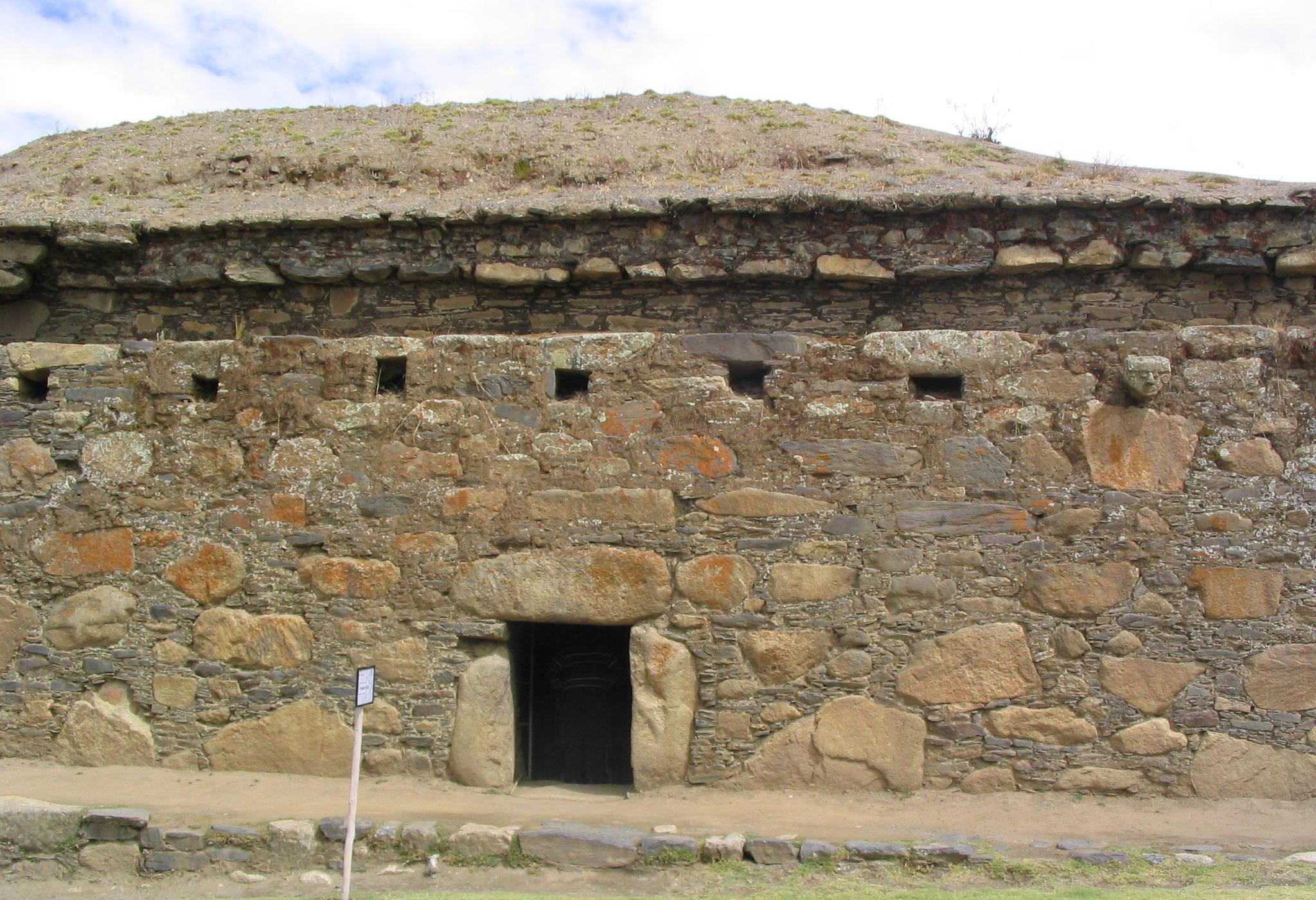
Храм Вилькаваин
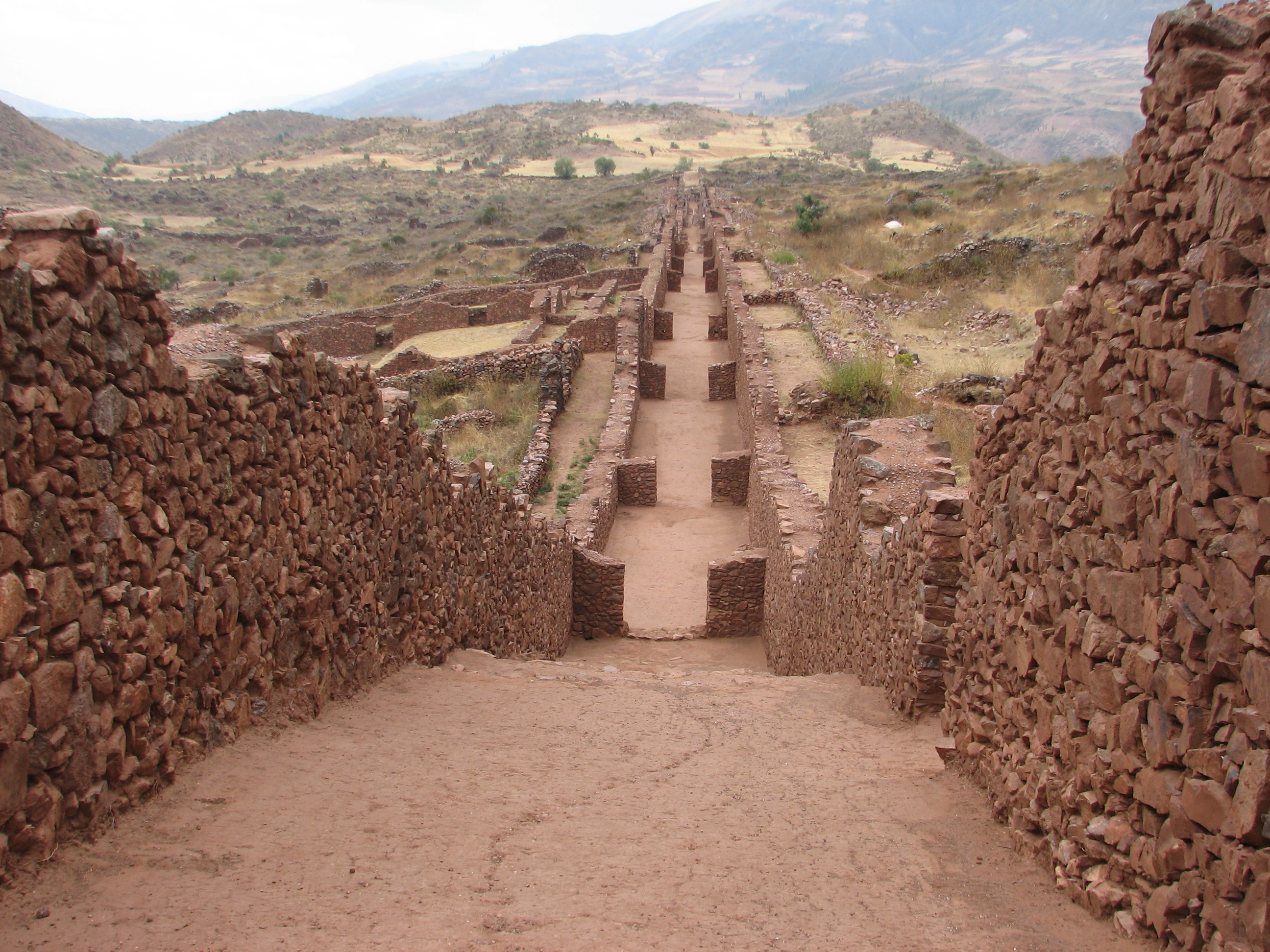
Пикильякта